# 如水館中学校・高等学校
如水館中学校・高等学校（じょすいかん ちゅうがっこう・こうとうがっこう）は、広島県三原市深町にある私立中学校・高等学校。
全国私立寮制学校協議会加盟・参加校。

## 概要

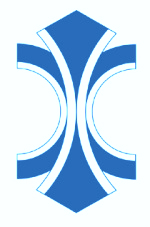
校章

前身の三原工業高校・緑ヶ丘女子商業高校時代以来「水の如くなくてならない人になれ」が建学の精神で、現在の校名もこれに由来する。
勉学では東京大学ほか国公立・私立大学への進学。部活動では硬式野球部（甲子園へ夏7回、春1回）、チアリーディング部（全国大会へ6回）、吹奏楽部（県で金賞多数）、ロボット研究部（全国大会へ9回）など勉学面、部活動面で個性を伸ばせる学校である。チアリーディング部は、CMにも出演経験があり、また、2009年建設された広島県広島市の広島新市民球場が同年4月の「鯉祭り」で一般に初公開された際、パフォーマーとして祭りに招待された。
部活動などでは、吹奏楽部や舞台芸術専攻は定期公演も行っている。
類としてS類、A類、B類とあり、各類で学習専攻、留学専攻（正規単位として1年間の留学をし、3年間で卒業）、舞台芸術専攻（プロの講師による授業で年1回の定期公演を行なう）、クラブ専攻、機械システム科を選択することができる。
校歌「水のように」は大林宣彦が作詩（作詞ではない）、久石譲が作曲を担当した。また、校舎は円形である。

## 沿革
- 1940年 - 山中幸吉が三原工業学校を設立。
- 1947年 - 電気・建築・土木の三科を開設。
- 1948年 - 学制改革により広島県三原工業高等学校設置。
- 1952年 - 女子商業科を開設。
- 1964年 - 普通科を開設。
- 1966年 - 女子商業科を広島県緑ヶ丘女子商業高等学校として独立。
- 1994年 - 如水館高等学校を開校。
- 1997年 - 如水館中学校を併設。

## 建学の精神
「水の如くなくてならない人になれ」

## 部活動
高校
- 合気道部
- 空手道部
- 弓道部
- 剣道部
- 柔道部
- 体操部
- 水泳部
- チアリーディング部
- 陸上部
- 駅伝部
- ソフトテニス部
- ゴルフ部
- バスケットボール部
- バレー部
- ハンドボール部
- サッカー部
- 硬式野球部
- 科学部
- ESS部
- 囲碁将棋部
- インターアクトクラブ
- 軽音楽部
- 吹奏楽部
- 写真部
- 書道部
- 茶華道部
- 陶芸部
- 美術部
- 放送部

中学
- 体操部
- 陸上部
- 卓球部
- チアリーディング部
- バスケットボール部
- サッカー部
- 野球部
- 美術部
- 吹奏楽部

## 著名な出身者
- 天満祥典 - 政治家
- 吉田基 - 政治家
- 小林俊彦 (漫画家)
- 今川憲英 - 建築家・東京電機大学教授
- 柳瀬明宏 - 野球
- 田中大輔 (野球)
- 村上祐基 - 野球
- 坂本光士郎 - 野球
- 村川凪 - 野球
- 橋誠 - プロレス
- 世羅りさ - プロレス
- 大前力也 - 元キックボクサー
- 加藤寿一(サッカー)
- 平石健太 - サッカー
- 野々村俊恵 - タレント
- 田山ひろし - 歌手
- 小原春香 - AKB48・SDN48

## 著名な教職員・関係者
- 迫田穆成 - 野球部元監督
- 大久保学 - 野球部監督

## アクセス
「如水館前」バス停があり、三原、尾道、松永、御調・府中・新市方面からの路線バスが発着する。
- 三原-如水館線（中国バス[3]・トモテツバス 三原-深線）：如水館前 - 三原駅前
- （尾道）如水館線（おのみちバス[4]）：如水館前 - 三成 - 新尾道駅 - 尾道駅前
- （松永）如水館線（トモテツバス[5]）：如水館前 - 柳井（尾道市） - 松永駅南口（福山市）
- 金丸・市・如水館線（中国バス）：如水館前 - 市出張所 - クロスロードみつぎ - 目崎車庫（府中市） - 新市駅前 - 金丸車庫（福山市新市町）
- 福山・市・如水館線（中国バス）：如水館前 - 市出張所（尾道市御調町）